# 霍基·卡拉卡
霍基·卡拉卡（2004年8月21日—）是印尼足球运动员，司职前锋。目前效力印尼甲级联赛俱乐部PSS斯莱曼，同时也代表印度尼西亚国家足球队。